# Chuisnes
Chuisnes is een gemeente in het Franse departement Eure-et-Loir (regio Centre-Val de Loire). De plaats maakt deel uit van het arrondissement Chartres. Chuisnes telde op 1 januari 2022 1.123 inwoners.

## Geografie
De oppervlakte van Chuisnes bedroeg op 1 januari 2022 22,98 vierkante kilometer; de bevolkingsdichtheid was toen 48,9 inwoners per km².

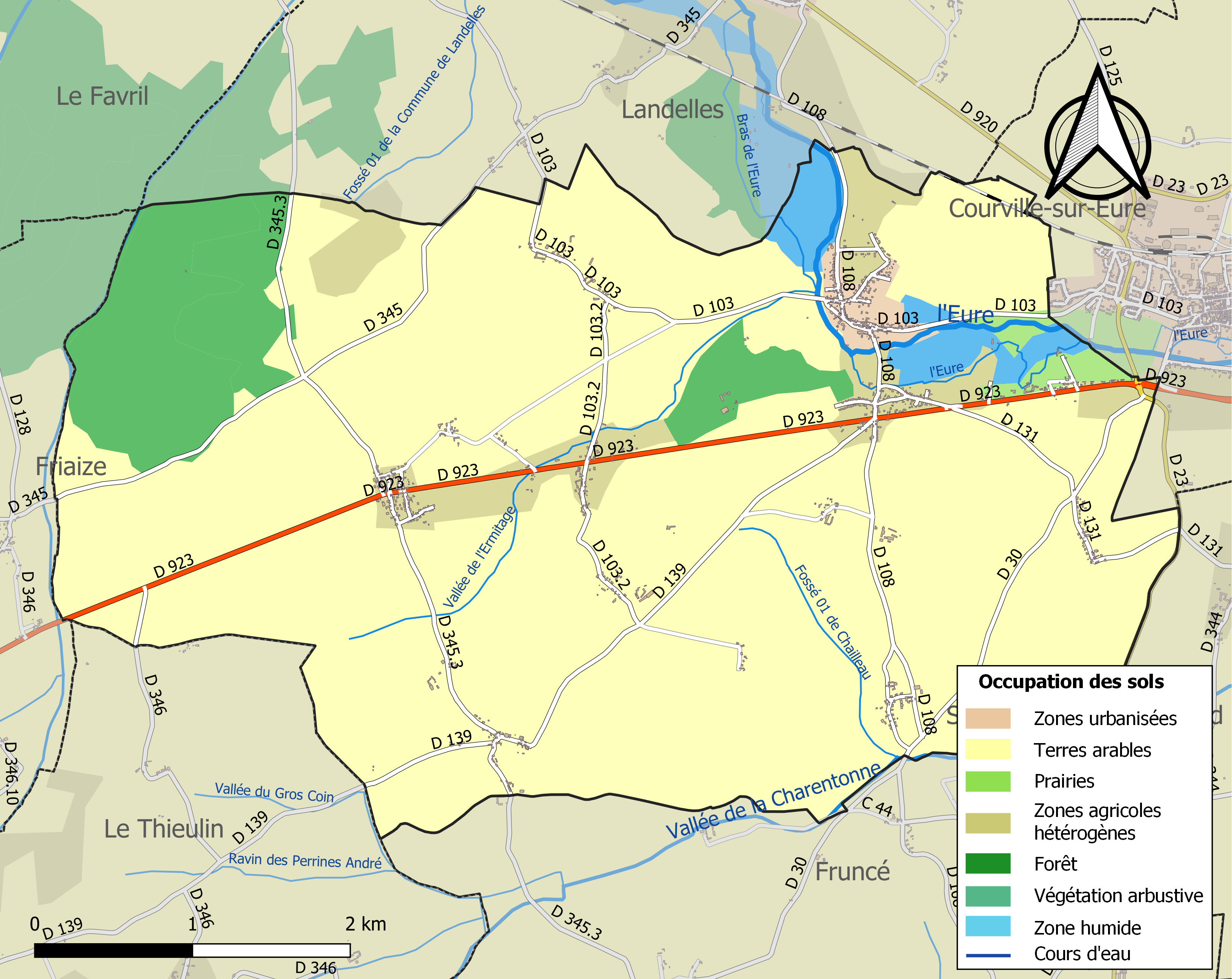
Kaart van de gemeente met belangrijkste infrastructuur, bodemgebruik en omliggende gemeenten

## Demografie
Onderstaande figuur toont het verloop van het inwonertal (bron: INSEE-tellingen).